# Carlos Kleiber
Carlos Kleiber (ur. 3 lipca 1930 w Berlinie, zm. 13 lipca 2004 w Konjšica (gmina Litija) w Słowenii) – argentyński dyrygent pochodzenia austriackiego. Syn Ericha Kleibera.

## Życiorys
Wychowywał się w Argentynie, dokąd z nazistowskich Niemiec uciekli jego rodzice. W Argentynie Erich Kleiber zmienił synowi imię z Karl na Carlos. Carlos dorastał, ucząc się języka angielskiego pod okiem swojej guwernantki oraz w szkołach w Buenos Aires, wykazując szczególne zainteresowanie i talent do muzyki. Studia muzyczne rozpoczął w Buenos Aires, choć ojciec od początku był przeciwny temu, aby syn zajmował się zawodowo muzyką w ogóle, a dyrygenturą orkiestrową w szczególności. Studiował harmonię u Erwina Leuchtera i grę na fortepianie u Leo Schwarza i Ljerko Spillera. Po wojnie zaczął studiować chemię, ale porzucił te studia, by pod kierunkiem ojca studiować dyrygenturę. Nie stawiał synowi przeszkód w powołaniu, ale też nie pomagał mu w budowaniu kariery. Jako dyrygent debiutował w 1954 w Teatro Argentino w La Plata w wieku 22 lat.
Jego dyrygencka kariera rozpoczęła się od współpracy z operami Düsseldorfie 1956, Zurychu (1964–1966) i Stuttgarcie (1966–1968). W 1966 wystawił na festiwalu w Edynburgu Wozzecka Albana Berga, którego prapremierę w 1925 prowadził w Berlinie jego ojciec. Starannie unikał rozgłosu, ale kapryśność jego charakteru pozwoliła dziennikarzom nadać mu przydomek „enfant terrible”, który pozostał przy nim aż do samej śmierci (np. po śmierci Herberta von Karajana był pierwszym dyrygentem, któremu zaproponowano szefostwo Berlińskiej Filharmonii, ale odrzucił ofertę). Współpracował z Covent Garden, operą w Bayreuth, Metropolitan Opera, La Scalą i Wiedeńską Orkiestrą Filharmoniczną.
W 2003 zmarła jego żona Stanka Brezovar, słoweńska tancerka baletowa. On sam zmarł siedem miesięcy później, pochowano go obok małżonki w Konjšica, w Słowenii.

## Osiągnięcia
Jego interpretacje charakteryzuje niezwykła precyzja i dynamika. Także brzmienie orkiestry pod jego batutą stawia go wśród najlepszych. Cenione są jego wykonania V Symfonii c-moll op.67 Beethovena i IV Symfonii e-moll op.98 Brahmsa z Wiedeńską Orkiestrą Filharmoniczną, podobnie jak wykonanie pod jego batutą opery Webera Wolny strzelec z orkiestrą drezdeńską. Wielu krytyków ceni operę La Traviata Verdiego nagraną z Bayerische Staatsoper dla DG i Tristana i Izoldę Wagnera zrealizowaną w Dreźnie z orkiestrą Staatskapelle Dresden także dla tej niemieckiej wytwórni. Pozostawił po sobie nieliczne nagrania płytowe w oficjalnych dyskografiach, jednak wiele jego koncertów i przedstawień operowych jest wydawanych przez małe wytwórnie płytowe.

## Wybrana dyskografia
- 1967 Gustav Mahler: Pieśń o Ziemi (Das Lied von Der Erde), Wiedeńska Orkiestra Filharmoniczna, Nuova Era (1988), Soliści: Christa Ludwig, Waldemar Kmentt
- 1972 Aleksandr Borodin: II Symfonia b-moll op. 5, Orkiestra Radiowa miasta Stuttgart, Nuova Era (1991),
- 1973: Richard Strauss: Der Rosenkavalier – complete, Orfeo D’Or
- 1973: Carl Maria von Weber: Wolny strzelec (Der Freischütz), Stadtskapelle Dresden, DG. Soliści: Gundula Janowitz, Edith Mathis, Peter Schreier, Theo Adam, Bernd Weikl, Siegfried Vogel, Franz Crass.
- 1974: Ludwig van Beethoven: V Symfonia c-moll op.67, Wiedeńska Orkiestra Filharmoniczna, DG.
- 1975: Johann Strauss (syn): Zemsta nietoperza (Die Fledermaus), Bavarian State Opera, DG. Soliści: Hermann Prey, Julia Varady, Lucia Popp, René Kollo, Ivan Rebroff, Bernd Weikl.
- 1975–1976: Ludwig van Beethoven: VII Symfonia A-dur op.90, Wiedeńska Orkiestra Filharmoniczna, DG.
- 1976: Antonín Dvořák: Koncert fortepianowy, Bavarian State Opera, EMI. Solista: Swiatosław Richter.
- 1976–1977: Giuseppe Verdi: La Traviata, Bavarian State Opera, DG. Soloists: Ileana Cotrubaș, Plácido Domingo, Sherrill Milnes.
- 1978: Franz Schubert: III Symfonia C-dur D200, Wiedeńska Orkiestra Filharmoniczna, DG.
- 1978: Franz Schubert: VIII Symfonia „Niedokończona” h-moll D759, Wiedeńska Orkiestra Filharmoniczna, DG.
- 1978: Georges Bizet: Carmen, Wiedeńska Orkiestra Filharmoniczna, Casanova (1992), TDK (2004) Soliści: Jelena Obrazcowa, Plácido Domingo, Jurij Mazurok, Isobel Buchanan, Cheryl Kanfoush, Axelle Gall, Kurt Rydl, Hans Helm, Heinz Zednik, Paul Wolfrum
- 1980: Johannes Brahms: IV Symfonia e-moll op. 98, Wiedeńska Orkiestra Filharmoniczna, DG.
- 1980–1982: Richard Wagner: Tristan i Izolda (Tristan und Isolde), Stadtskapelle Dresden, DG. Soliści: René Kollo, Margaret Price, Brigitte Fassbaender, Dietrich Fischer-Dieskau, Kurt Moll.
- 1982 Ludwig van Beethoven: 4 Symfonia B-dur op. 60, 7 Symfonia A-dur op. 90, Bavarian State Opera, Orfeo.
- 1989: Koncert noworoczny 1989 (Vienna New Year’s Concert), Wiedeńska Orkiestra Filharmoniczna, DG.
- 1992: Koncert noworoczny 1992 (Vienna New Year’s Concert), Wiedeńska Orkiestra Filharmoniczna, Sony Classical.

## Odznaczenia
- Krzyż Wielkiego Oficera Orderu Zasługi RFN (1980)[5]
- Odznaka Honorowa za Naukę i Sztukę (1990)[5]
- Order Pour le Mérite za Naukę i Sztukę (1990)[5]
- Bawarski Order Zasługi (1995)[5]
- Order Maksymiliana za Naukę i Sztukę (1998)[5]